# Castillo-palacio de los Vizcondes de Cabrera
El Palacio vizcondal de Blanes fue un palacio gótico de la casa de Cabrera adosado a la iglesia de Santa María, situado en un rellano sobre el nivel de Dintre Vila, en la villa de Blanes.
Bernardo IV de Cabrera, en el año 1381, adquiere el castillo de Blanes a Ramón de Blanes. Bernardo, que había intervenido como capitán general junto a Martín el Joven en la conquista de Sicilia, fue nombrado conde de Módica por el monarca en agradecimiento por los servicios prestados. Es el momento en que inició en la parte alta de la villa la construcción de la nueva iglesia y el palacio de los vizcondes.
El palacio fue levantado al mismo tiempo que la iglesia entre los siglos XIV y XV, y dirigió las obras el prestigioso arquitecto Arnau Bargués. Tenía forma rectangular y estaba estructurado en planta y piso alrededor de un patio de armas. Contaba con cuatro torres de defensa, dos redondas en la parte de mar y dos cuadradas en la de montaña. Una de estas, hoy está ocupada por el campanario de Santa María.
Aunque ya había quedado bastante dañado durante la Guerra de los Segadores, las posteriores guerras contra los franceses de Luis XIV, Blanes fue atacada varias veces los años 1657, 1697, y especialmente en 1694, durante la Guerra de la liga de los Augsburgo, cuando las tropas del general Clark quemaron gran parte del pueblo y destruyeron el palacio de los Cabrera, del cual sólo queda una buena parte de la fachada y las escaleras posteriores, antes de que fueran rechazados por un gran ejército enviado por el virrey.